# Dario Betti
Dario Betti (Perugia, 13 giugno 1991) è un pattinatore artistico su ghiaccio italiano, ex campione di pattinaggio artistico a rotelle.

## Biografia
È nato a Perugia il 13 giugno 1991. Ha iniziato la sua carriera sportiva nel pattinaggio artistico a rotelle vestendo prima i colori del Pattinaggio Artistico San Mariano sotto la guida di Elleborini Brunella ottenendo in categoria Cadetti sia il titolo di Campione Italiano e Campione Europeo, poi giunto in Jeunesse nel Frascati Skating Club sotto la guida di Gabriele Quirini, ha continuato a vincere vari titoli italiani ed europei, arrivando ai massimi livelli di questa specialità.
Da junior ha vinto per tre volte consecutive i campionati mondiali di categoria, dal 2008 al 2010. Da senior ha conquistato la doppietta titolo europeo/titolo mondiale nel 2011 e nel 2012.
Insieme al compagno di team Luca D'Alisera è stato l'unico atleta al mondo ad eseguire il triplo Axel in gara.
Il 28 maggio 2013, durante una conferenza stampa al Palazzo del ghiaccio Agorà di Milano, ha ufficializzato il passaggio al pattinaggio artistico su ghiaccio singolo scegliendo di vestire i colori dell'Agorà Skating Team.
Ai Campionati italiani di pattinaggio di figura del 2014 si è piazzato al settimo e ultimo posto; nel 2015 si è piazzato al sesto e ultimo posto.
Nel Gennaio del 2015 si è spostato dal palazzo del ghiaccio Agorà al Mediolanum Forum di Assago sotto la guida del tecnico Fabio Mascarello e del coreografo Simone Vaturi.
Nel corso della stessa stagione ha conquistato il sesto posto al Triglav Trophy, Jesenice, Slovenia.
Durante la stagione 2016 ha conquistato il 5º posto alla gara di Challenger Series Lombardia Trophy e il 4º posto alla Santa Claus di Budapest.
Nella stagione 2017 si è piazzato 3º alla Denkova-Staviski Cup, 5º alla Golden Bear di Zagabria e 3º al Triglav Trophy, Jesenice, Slovenia totalizzando complessivamente 406 punti e piazzandosi 62º nel world ranking stagionale. 

## Palmarès pattinaggio artistico a rotelle - Cat. Junior
| Evento              | 2008 | 2009 | 2010 |
| ------------------- | ---- | ---- | ---- |
| Campionati italiani | 1º   | 1º   | 1º   |
| Campionati mondiali | 1º   | 1º   | 1º   |

## Palmarès pattinaggio artistico a rotelle - Cat. Senior
| Evento              | 2011 | 2012 |
| ------------------- | ---- | ---- |
| Campionati italiani | 1º   | 3º   |
| Campionati europei  | 1º   | 1º   |
| Campionati mondiali | 1º   | 1º   |